# Вельяминов, Пётр Сергеевич
Пётр Серге́евич Вельями́нов (7 декабря 1926, Москва, СССР — 14 июня 2009, Санкт-Петербург, Россия) — советский и российский актёр театра и кино. Народный артист РСФСР (1985).

## Биография
Родился 7 декабря 1926 года в Москве, в районе Дангауэровка, что находится рядом с нынешней станцией метро Авиамоторная, в семье потомственного военного из древнего дворянского рода Вельяминовых.
Отец Сергей Петрович Вельяминов — внучатый племянник известных в XIX веке генералов Ивана и Алексея Вельяминовых. Перед революцией окончил Павловское военное училище в Петербурге, в 1918 году вступил в Красную Армию, входил в состав высшего командования Красной армии. Был арестован в 1930 году, в 1936 освобождён, в 1941 ушел на фронт добровольцем, в 1944 во время отпуска домой снова арестован. Мать — Татьяна Дивнова из дворянского рода поляков Фурса-Жиркевичей, была арестована в декабре 1943 и сослана.
31 марта 1943 года 16-летний Пётр был арестован по обвинению «в участии в антисоветской организации „Возрождение России“», был приговорён по 58-й статье к 10 годам исправительных работ и отправлен в пересыльный лагерь в Котласе. По словам драматурга В. С. Фрида, находившегося под следствием в лубянской тюрьме одновременно с отцом Вельяминова, 17-летний Пётр был арестован по одному делу с отцом — бывшим царским офицером.
В лагере до Петра Сергеевича дошла весть об аресте матери. Он был так потрясён известием, что вскрыл себе вены, однако юношу удалось спасти.
9 апреля 1952 года был освобождён (в лагере провёл 9 лет и 9 дней). После освобождения из лагерей Вельяминов три года прожил в Абакане, сначала работая на лесосплаве, а позже устроившись в местный театр. Родители были освобождены в 1953 и реабилитированы в 1956.
Играть начал в самодеятельности, где пел, читал стихи, а также исполнил свою первую роль — Максима Кошкина в «Любови Яровой».
С 1952 года — актёр драматического театра в Абакане, с 1955 года — Тюменского областного драматического театра. Работал также в театрах Дзержинска, Новочеркасска, Чебоксар, Иваново, Перми и Свердловска. Именно в Свердловском театре Петра Вельяминова увидели Валерий Усков и Владимир Краснопольский и пригласили сниматься в многосерийной ленте «Тени исчезают в полдень» в роли председателя колхоза Захара Большакова.
В 1972 году после успеха фильма «Тени исчезают в полдень» Пётр Вельяминов переехал в Москву и присоединился к труппе «Современника», в котором Вельяминов сыграл в первом режиссёрском спектакле Г. Б. Волчек «Восхождение на Фудзияму» и во многих других постановках. В 1974 году перешёл в Театр-студию киноактёра.
В 1984 году был реабилитирован.
В 1995 году вступил в петербургскую масонскую ложу «Астрея» № 3 (ВЛР). Дошёл до второй степени — подмастерья. Информация о том, как долго пребывал он в ложе, не сохранилась.
С 1995 жил и работал в Санкт-Петербурге, играя в Санкт-Петербургском академическом театре комедии имени Н. П. Акимова.
Преподавал в Балтийском институте экологии, политики и права на кафедре актёрского мастерства театрального факультета.
Являлся попечителем строительства приюта для бездомных животных «Ржевка» в Санкт-Петербурге.
В 2006 году у Вельяминова появились признаки болезни Паркинсона.
Скончался на 83-м году жизни 14 июня 2009 года в 01 час 50 минут ночи в Санкт-Петербурге от пневмонии. Прощание состоялось 17 июня 2009 года в Театре комедии, в тот же день был похоронен на Литераторских мостках Волковского кладбища в Санкт-Петербурге.

### Семейная жизнь
- Первая жена (с 1953): Людмила Алексеевна Вельяминова (урождённая Нюхалова; 1923—2012), актриса, Заслуженная артистка РСФСР.
- Вторая жена (1963—1971): Галина Гришина. От этого брака — сын Сергей (род. 1964) и дочь Ирина (род. 1968).
- Третья жена: Галина Добровольская (род. 1934), актриса. Брак оказался коротким.
- Четвёртая жена: Елена Маневич (художница и дизайнер), дочь киноведа Иосифа Маневича; у неё от первого брака — сын Михаил, которого усыновил Пётр Вельяминов.
- Пятая жена: Татьяна Танакова, работала в банке, после вступления в брак в 1998 году стала домохозяйкой; брак бездетный.

У Петра Вельяминова — трое детей: Екатерина (от первого), Сергей и Ирина (от второго); все выбрали актёрскую профессию.
- Дочь Екатерина Вельяминова — актриса Омского ТЮЗа, заслуженная артистка России.
- Сын Сергей Вельяминов окончил школу-студию МХАТ (1991, курс Василия Маркова).
- Дочь Ирина Вельяминова училась в Щукинском училище.

## Пётр Вельяминов о себе
"Я — счастливый человек, потому что тяжёлая ситуация не сломила меня. До 1950-х годов в лагерях не было разделения на уголовников, дезертиров и политических. Но так получилось, что рядом со мной всегда оказывался человек, который меня спасал. Когда я попал на Урале на строительство гидролизного завода в бригаду малолеток-уголовников, я уже окончательно обессилел — весил 47 килограммов. С дистрофией меня поместили в лазарет. Начальница больницы тоже была москвичкой, и, как оказалось, её дочь училась со мной в одной школе. Благодаря этой женщине я тогда и выжил. Я работал на лесосплаве, бригадиром плотников, нормировщиком. Нормировщик Кармазин, который «держал» в лагере весь механический завод, говорил мне: «Ну, чего ты пойдёшь в этот джаз? Песенки петь „До свиданья, мама, не горюй“? Занимайся этой профессией, и ты будешь сыт и пьян». Но я ушёл в оркестр, который сопровождал заключённых на работу, играл на барабане. Музыкальное образование имелось — четыре года музыкальной школы по классу скрипки".

## Признание и награды
- Орден «За заслуги перед Отечеством» III степени (6 февраля 2007 года) — за большой вклад в развитие отечественного театрального и кинематографического искусства, многолетнюю творческую деятельность[16]
- Орден «За заслуги перед Отечеством» IV степени (5 июня 2003 года) — за большой вклад в развитие театрального искусства[17]
- Народный артист РСФСР (1985 год)
- Почётное звание «Заслуженный артист РСФСР» (31 декабря 1976 года) — за заслуги в области советского киноискусства[18]
- Народный артист Чувашской Республики.
- Государственная премия СССР (1979 год) — за исполнение роли Поликарпа Матвеевича Кружилина в телесериале «Вечный зов»

## Творчество

### Роли в театре

#### Тюменский областной драматический театр(1955—1958)
- — «Маскарад» М. Ю. Лермонтова
- — «Доктор философии» Б. Нушича
- — «Блудный сын» Э. Раннета
- — «Кремлевские куранты» Н. Ф. Погодина

#### Пермский областной драматический театр(1967—1969)
- 1968 — «Царь Фёдор Иоаннович» А. К. Толстого. Постановка И. Т. Бобылёва — Борис Годунов

#### Московский театр «Современник» (1972—1974)
- 1974 — «Погода на завтра» М. Шатрова

#### Академический театр комедии им. Н. П. Акимова
- «Мужчины в её жизни»

### Фильмография
1. 1971 — Тени исчезают в полдень — Захар Захарович Большаков
2. 1972 — Командир счастливой «Щуки» — командир Алексей Петрович Строгов
3. 1972 — Иванов катер — Иван Трофимович Бурлаков
4. 1973 — Здесь наш дом — Рябинин
5. 1973 — Вечный зов — Поликарп Матвеевич Кружилин
6. 1974 — Скворец и Лира — Фёдор Греков, он же «Скворец»
7. 1974 — Повесть о человеческом сердце — Иван Андреевич, чиновник
8. 1976 — Освобождение Праги / Osvobození Prahy — генерал Лелюшенко
9. 1976 — Сладкая женщина — Николай Егорович Кушаков, муж Анны
10. 1976 — Спроси себя — Щербак
11. 1977 — Гонки без финиша — Мещерников
12. 1977 — Воскресная ночь — Георгий Максимович Новицкий
13. 1977 — Переезд — водитель
14. 1977 — Пыль под солнцем — Михаил Муравьёв
15. 1978 — На горе стоит гора — Лосев
16. 1978 — Встреча в конце зимы — Васильевич
17. 1978 — Голубка — Шаров
18. 1978 — Я хочу вас видеть / (Ich will euch sehen, ГДР) — полковник Григорий
19. 1978 — Версия полковника Зорина — генерал Пётр Степанович Курбатов
20. 1979 — Пираты XX века — капитан Иван Ильич
21. 1979 — Опасные друзья — замполит, майор Николай Калинин
22. 1979 — Поэма о крыльях — Дмитрий Степанович Орлов
23. 1979 — Время выбрало нас — Бутевич
24. 1980 — Ночное происшествие — следователь Сергей Петрович Митин
25. 1980 — Дым Отечества — Василий Ломоносов
26. 1980 — Такие же, как мы!
27. 1980 — Против течения — Соболь
28. 1981 — Ярослав Мудрый — князь Владимир
29. 1981 — Отставной козы барабанщик — речник
30. 1981 — В начале игры — директор футбольного клуба Николай Петрович Селиванов
31. 1982 — Возвращение резидента — генерал КГБ Пётр Иванович Лукин
32. 1982 — Нас венчали не в церкви — Отец Василий
33. 1982 — Срочно… Секретно… Губчека — капитан Кандоуров
34. 1983 — Набат — Василий Кузьмич Петров
35. 1983 — Ускорение — Карналь
36. 1984 — …И прекрасный миг победы — Илья Захарович, врач команды
37. 1984 — Челюскинцы — капитан Владимир Иванович Воронин
38. 1985 — Встретимся в метро — начальник «Ленметростроя» Андрей Иванович Зарубин
39. 1986 — Железное поле — фронтовик Владимир Фёдорович Бобылёв
40. 1986 — Знаю только я — Шереметьев, архитектор, член-корреспондент АН СССР
41. 1986 — 55 градусов ниже нуля — Иван Петрович Кузнецов
42. 1986 — Конец операции «Резидент» — генерал КГБ Лукин
43. 1987 — Случай из газетной практики — Подберёзов (озвучил актёр Павел Морозенко)
44. 1987 — Среда обитания — полковник милиции Корнилов
45. 1988 — Гражданский иск — Бутов
46. 1989 — В знак протеста — Пугачёв
47. 1989 — Стеклянный лабиринт — дядя Володя
48. 1989 — Сувенир для прокурора — Глеб Артемьевич Самсонов, директор завода
49. 1990 — Прости нас, мачеха Россия — Михаил Эрастович Осмоловский, полковник КГБ
50. 1991 — Хищники — участковый Арсений Николаевич Резвых
51. 1992 — Полёт ночной бабочки
52. 1992 — Фиктивный брак — дядя Семён
53. 1993 — Налётъ — отец Стёпы
54. 1993 — Серые волки — Н. Г. Игнатов
55. 1993 — Заложники «Дьявола» — прокурор Борис Иванович Рыбкин
56. 1994 — Воровка — отец Валеры
57. 1995 — Зимняя вишня 3 — отец Ольги
58. 1996 — Ермак — поп Милентий
59. 1998 — Я первый тебя увидел — Сергей Сергеевич Говорков, красный командир
60. 1998 — 1999 — Агент национальной безопасности (12 серия «Транзит») — Раджа, торговец оружием (застрелен спецназовцами)
61. 1999 — Под луной — Пётр
62. 2000 — Бандитский Петербург. Фильм 2. Адвокат — Егор Федосеевич Алексеев
63. 2002 — Время любить — отец Даши
64. 2002 — Чёрный мяч
65. 2003 — Игра без правил — священник
66. 2005 — Казароза — Свечников
67. 2007 — Луна в зените — Борис Анреп

### Телеспектакли
- 1986 — Два взгляда из одного кабинета — второй секретарь обкома Иван Петрович Стрешнев
- 1987 — Мегрэ у министра — министр Пуан

## Документалистика
- Документальный фильм «Пётр Вельяминов. Тени исчезают». — Россия, 2007.
- Документальный фильм «Пётр Вельяминов. Под завесой тайны». — Россия, 2016.